# V&A Dundee
V&A Dundee er et designmuseum i Dundee, Skotland, der åbnede d. 15. september 2018. V&A Dundee er det første designmuseum i Skotland, og det første Victoria and Albert Museum udenfor London. V&A Dundee er også den første bygning i Storbritannien designet af Kengo Kuma.